# Neotrapezium
Neotrapezium is een geslacht van tweekleppigen uit de familie Trapezidae.

## Soorten
De volgende soorten zijn bij het geslacht ingedeeld:
- Neotrapezium liratum (Reeve, 1843)
- Neotrapezium sublaevigatum (Lamarck, 1819)